# Samo (peuple)
Pour les articles homonymes, voir Samo.
 (septembre 2020).
Si vous disposez d'ouvrages ou d'articles de référence ou si vous connaissez des sites web de qualité traitant du thème abordé ici, merci de compléter l'article en donnant les références utiles à sa vérifiabilité et en les liant à la section « Notes et références ».
Les Samogo ou Samoghos sont une population Malinké d’Afrique de l'Ouest de cultivateurs, pêcheurs et lutteurs vivant à l’ouest du Burkina Faso, au nord de la Côte d'Ivoire (notamment dans la ville de Boundiali) et au sud-est du Mali (terre de l’ancien Empire du Mali) Ils occupent la région de la boucle du Mouhoun ayant pour capitale Dédougou, dans laquelle ils cohabitent avec une ethnie voisine (les Dafing). Leur langue les rattache au groupe mandée. Ils pratiquent très proportionnellement l’islam et le christianisme et le culte des ancêtres.

## Histoire
Les Samo ont pour parenté à plaisanterie les Mossi. Les Samos sont descendants des Malinkés.Ce qui explique les similitudes linguistiques avec les malinkés présents au Mandé ainsi que les patronymes identiques. Durant les deux guerres mondiale un très grand  nombre de Samos furent soldats parmi les « tirailleurs sénégalais » pour venir en aide à la puissance coloniale française. Sangoulé Lamizana, ancien président burkinabè, est connu pour avoir été membre des tirailleurs sénégalais lors de la Seconde Guerre mondiale.

## Ethnonymie
Selon les sources et le contexte, on observe de multiples formes : Don, Matya, Matye, Maya, Ninisi, Saman, Samogo, Samorho, Samoro, Samorrho, Samos, Sanan, Saneno, Sane, San, Sanu, Semou.

## Langues
Ils parlent le samo ou le san, un ensemble de langues mandées.

## Culture

### Masques

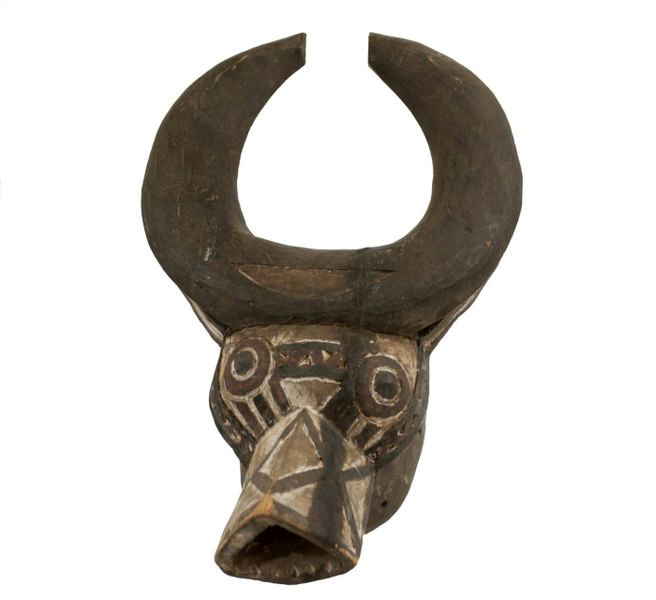
Masque-buffle
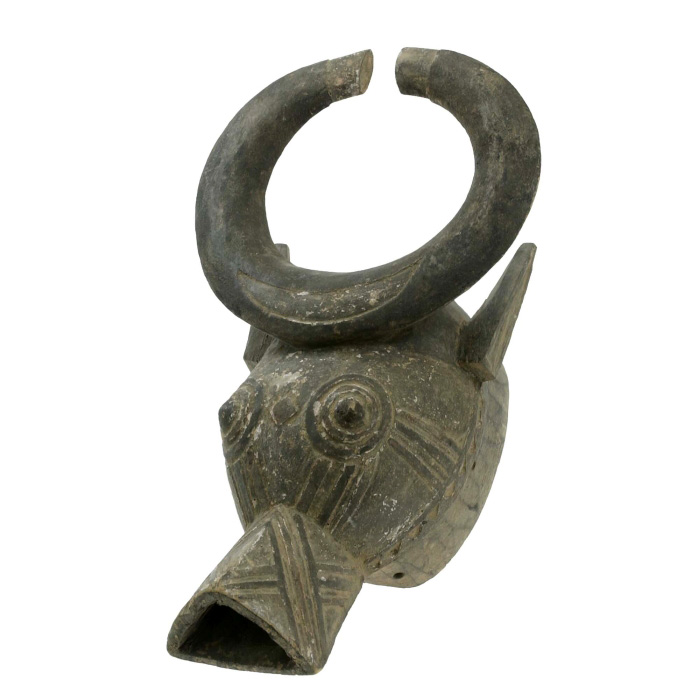
Masque-buffle
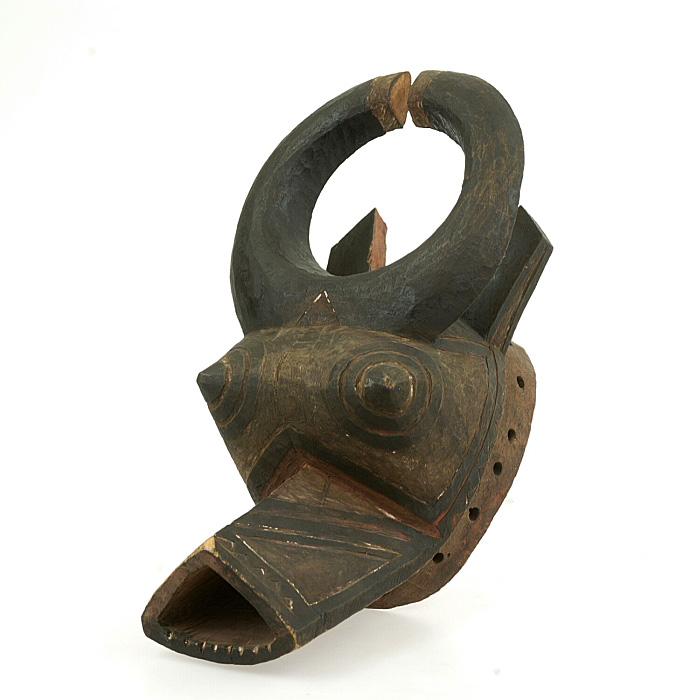
Masque-buffle
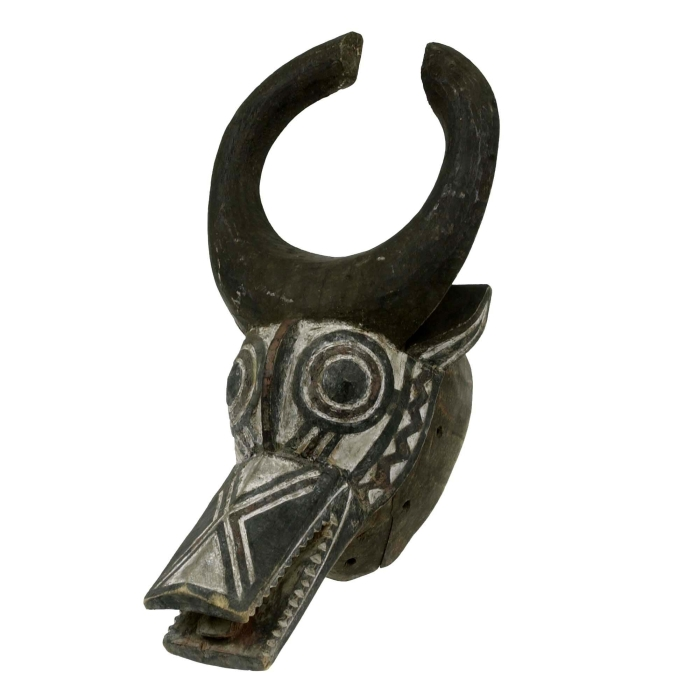
Masque-buffle
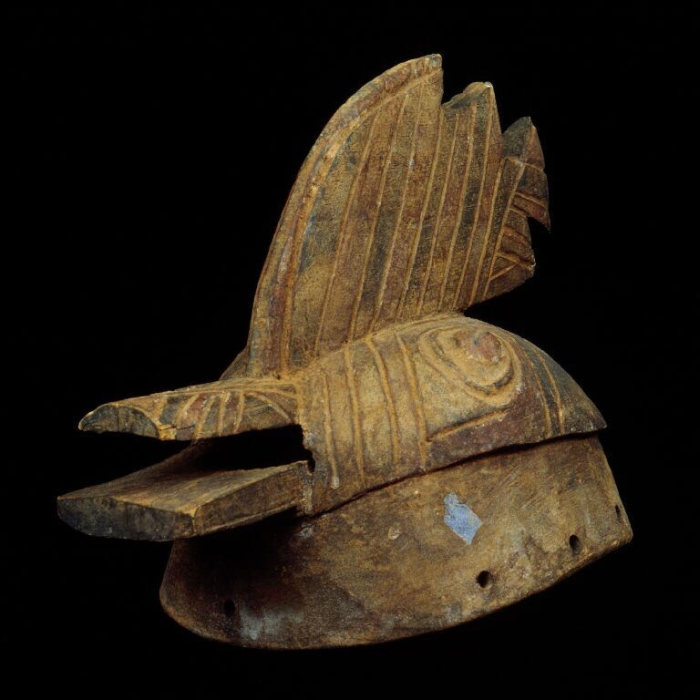
Masque-coq

### Musique

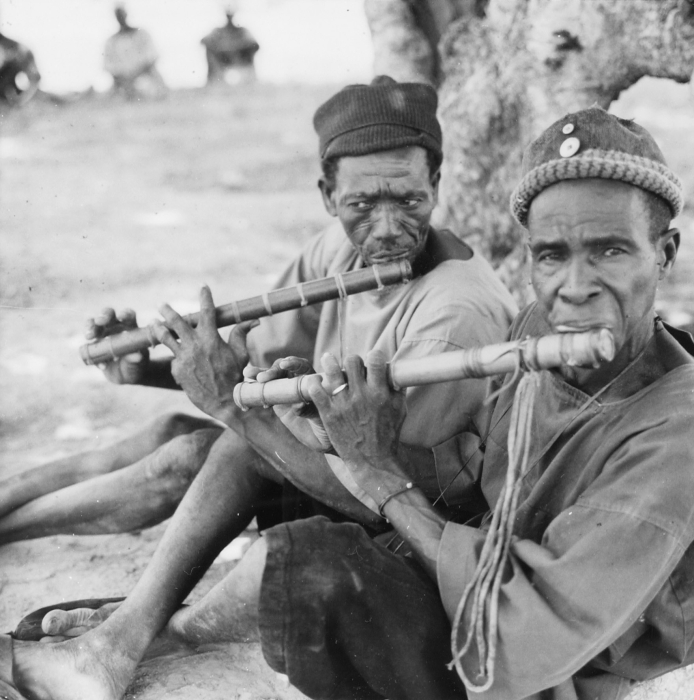
Joueurs de flûte
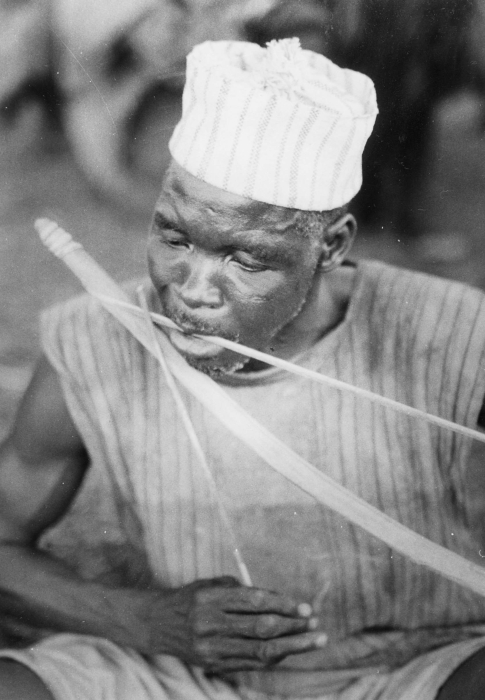
Joueur d'arc musical
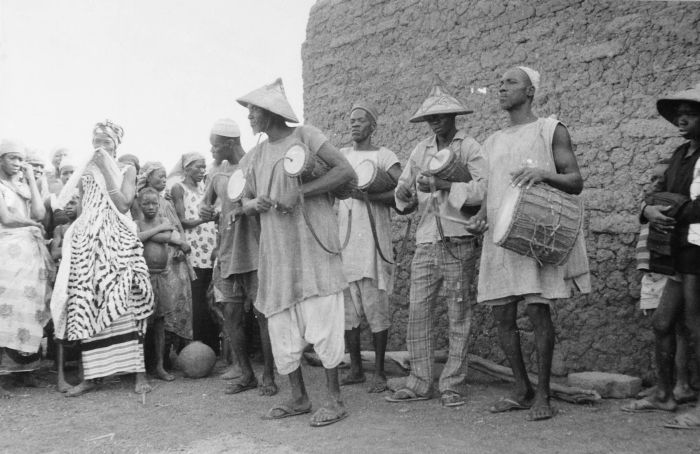
Joueurs de tambour
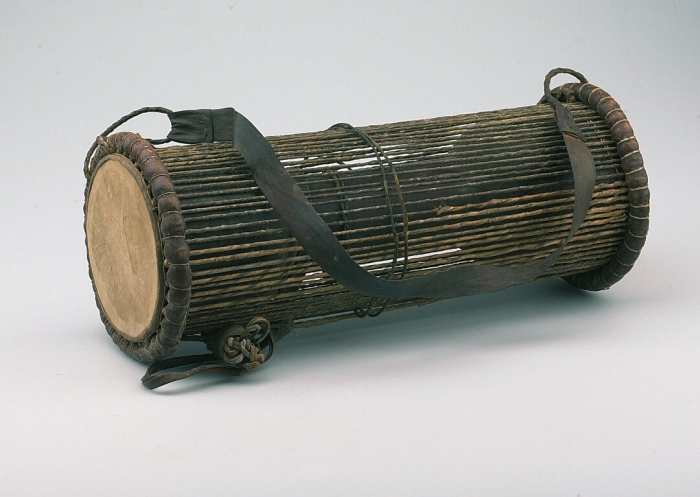
Tambour en forme de sablier
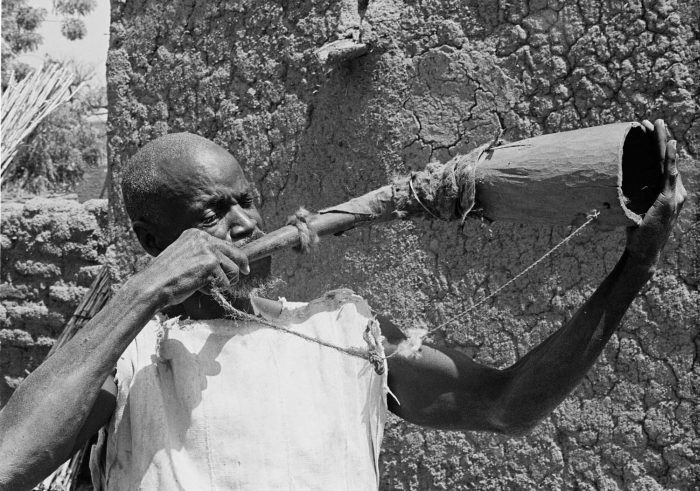
Joueur de corne de guerre
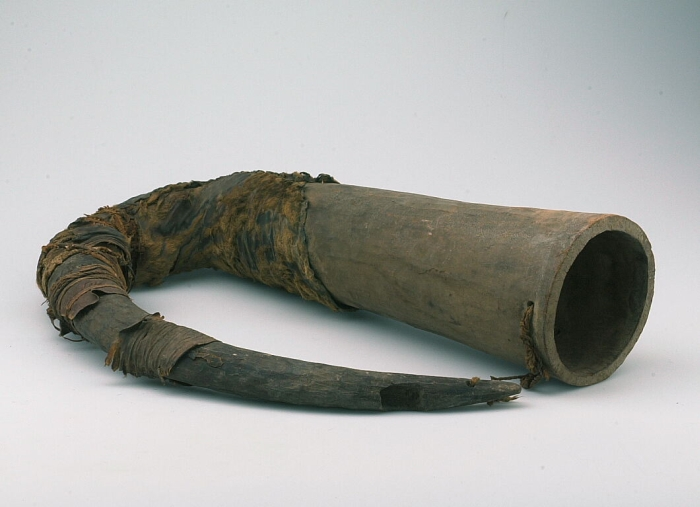
Corne de guerre

## Personnalités

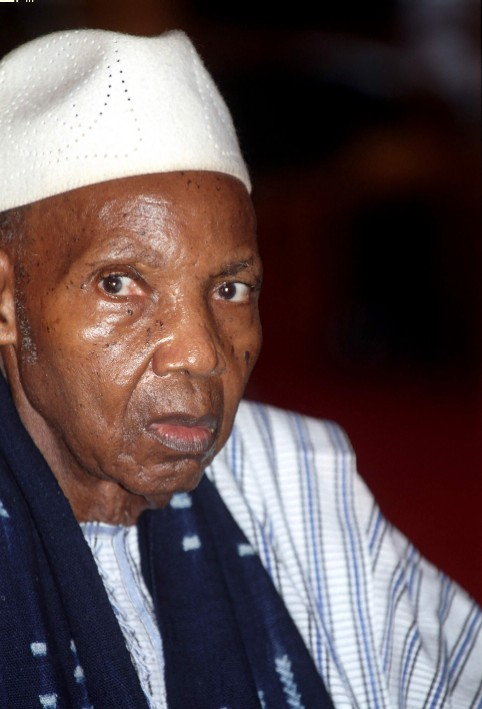
Joseph Ki-Zerbo

Parmi les personnalités d'origine samo figurent notamment deux anciens présidents de la Haute-Volta, le colonel Saye Zerbo et le général Sangoulé Lamizana, ainsi qu'Alfred Simon Diban Ki-Zerbo, réputé être le « premier Chrétien de Haute-Volta », père de l'historien et homme politique Joseph Ki-Zerbo, codirecteur de l'Histoire générale de l'Afrique commanditée par l'UNESCO. 
Le Premier ministre du Burkina Faso (nommé le 6 janvier 2016), Paul Kaba Thiéba, est lui aussi d'origine samo.

## Patronymes
Les patronymes Samogo les plus courants au Burkina, Côte d’Ivoire et Mali:
Koussoube, Traoré, Zerbo, Ki, Ky, Toé, Touré, Paré, Gnamou, Kawané, Garané, Dié, Mossé, Kinané, Dalla, Yélémou, Ouattara, Toni, Dao, Drabo, Karambiri, Sermé, Dembélé, Zie, ballo, kambiré, Bamba, Tiama, Foro , Zan, Wani, Gnoumou, Konaté, Tièrè, Djénika (Djiniga), Bello, Sérémé, Warama, Djiré, Ouaro, Kambiré, Borro, Lamizana, Coulibaly, Thieba, Sou, Youanè, Tiegnan, Konané, Zouri, Koné, Kouma, Koussé, Koussoubé, Folané, Yalé, etc.

### Filmographie
- Au pays du conte, film documentaire d'Alexandra Ena, CNRS images, Meudon, 2013, 32 min (DVD)